# Indywidualne Mistrzostwa Wielkiej Brytanii na Żużlu 2001
Indywidualne mistrzostwa Wielkiej Brytanii na żużlu – cykl turniejów żużlowych mających wyłonić najlepszych żużlowców brytyjskich w sezonie 2001. W finale zwyciężył Mark Loram.

## Finał
- Coventry, 26 maja 2001

| Msc. | Zawodnik        | Klub          | Pkt   |             |  |
| ---- | --------------- | ------------- | ----- | ----------- |  |
| 1    | Mark Loram      | Peterborough  | 14    | (2,3,3,3,3) |  |
| 2    | Stuart Robson   | Coventry      | 12 +3 | (2,3,2,3,2) |  |
| 3    | Martin Dugard   | Eastbourne    | 12 +2 | (3,1,3,3,2) |  |
| 4    | Carl Stonehewer | Workington    | 11    | (3,2,3,2,1) |  |
| 5    | Scott Nicholls  | Ipswich       | 10    | (d,2,3,2,3) |  |
| 6    | Gary Havelock   | Poole         | 9     | (3,2,1,2,1) |  |
| 7    | Paul Fry        | Swindon       | 9     | (1,1,2,2,3) |  |
| 8    | Paul Hurry      | Wolverhampton | 8     | (1,0,1,3,3) |  |
| 9    | Chris Louis     | Ipswich       | 6     | (3,3,w,–,–) |  |
| 10   | Sean Wilson     | Sheffield     | 6     | (0,1,2,1,1) |  |
| 11   | Alan Mogridge   | Swindon       | 5     | (0,1,2,1,1) |  |
| 12   | Ray Morton      | Isle of Wight | 5     | (1,1,2,1,d) |  |
| 13   | Andy Smith      | Belle Vue     | 4     | (1,t,1,0,2) |  |
| 14   | Lee Richardson  | Coventry      | 3     | (d,3,d,d,w) |  |
| 15   | David Norris    | Eastbourne    | 2     | (0,2,d,–,–) |  |
| 16   | Dean Barker     | Eastbourne    | 2     | (2,w,–,–,–) |  |

## Bieg po biegu
1. Havelock, Wilson, Smith, Norris
2. Louis, Loram, Morton, Richardson (d)
3. Stonehewer, Barker, Fry, Nicholls (d)
4. Dugard, Robson, Hurry, Mogridge
5. Richardson, Norris, Mogridge, Barker (w)
6. Robson, Stonehewer, Morton, Smith (t)
7. Louis, Nicholls, Dugard, Wilson
8. Loram, Havelock, Fry, Hurry
9. Nicholls, Morton, Hurry, Norris (d)
10. Dugard, Fry, Smith, Richardson (d)
11. Loram, Robson, Wilson
12. Stonehewer, Mogridge, Havelock, Louis (w)
13. Robson, Fry
14. Loram, Nicholls, Mogridge, Smith
15. Hurry, Stonehewer, Wilson, Richardson (d)
16. Dugard, Havelock, Morton
17. Loram, Dugard, Stonehewer
18. Hurry, Smith
19. Fry, Wilson, Mogridge, Morton (d)
20. Nicholls, Robson, Havelock, Richardson (w)
21. Bieg o 2. miejsce: Robson, Dugard